# WVV Wageningen in het seizoen 1973/74
Het seizoen 1973/1974 was het 20e jaar in het bestaan van de Wageningense betaaldvoetbalclub Wageningen. De club kwam uit in de Eerste divisie en eindigde daarin op de vierde plaats. De nacompetitie voor periodewinnaars werd winnend afgesloten waardoor de club promoveerde naar de Eredivisie. Tevens deed de club mee aan het toernooi om de KNVB beker, hierin werd in de tweede ronde, na strafschoppen, verloren van Helmond Sport (1–1).

## Wedstrijdstatistieken

### Eerste divisie
|       | SC Amersfoort | FC Den Bosch '67 | SC Cambuur | FC Dordrecht | Eindhoven | Excelsior | Fortuna | Fortuna SC | Heerenveen | Helmond Sport | Heracles | PEC Zwolle | SVV   | Veendam | Vitesse | Volendam | De Volewijckers | FC VVV | Willem II |
| ----- | ------------- | ---------------- | ---------- | ------------ | --------- | --------- | ------- | ---------- | ---------- | ------------- | -------- | ---------- | ----- | ------- | ------- | -------- | --------------- | ------ | --------- |
| Thuis | 2 – 0         | 2 – 1            | 5 – 0      | 4 – 0        | 2 – 0     | 2 – 0     | 1 – 1   | 2 – 0      | 1 – 0      | 2 – 0         | 1 – 3    | 1 – 0      | 1 – 1 | 1 – 2   | 2 – 0   | 1 – 0    | 1 – 0           | 1 – 0  | 0 – 0     |
| Uit   | 0 – 0         | 3 – 2            | 1 – 1      | 1 – 1        | 2 – 0     | 2 – 1     | 0 – 0   | 0 – 1      | 2 – 0      | 1 – 2         | 1 – 1    | 4 – 1      | 1 – 0 | 0 – 0   | 5 – 0   | 2 – 0    | 1 – 3           | 0 – 1  | 2 – 2     |

### Nacompetitie
| Nacompetitie                                                                                             | Vitesse                                   | 2 – 2 (1 – 1) | Wageningen                                                                                                  |
| 23 mei 1974 Plaats: Arnhem Nieuw-Monnikenhuize Toeschouwers: 12.000 Scheidsrechter: Henk Pijper          | Herman Veenendaal 9' Henk Vleeming 56'    |               | 19' Jan van Osenbruggen 83' Gerdo Hazelhekke                                                                |
| Nacompetitie                                                                                             | Wageningen                                | 1 – 1 (0 – 0) | Fortuna SC                                                                                                  |
| 26 mei 1974 Plaats: Wageningen De Wageningse Berg Toeschouwers: 9.000 Scheidsrechter: Leo van der Kroft  | Eugène van Vijfeijken 87'                 |               | 83' Wim Bohnen                                                                                              |
| Nacompetitie                                                                                             | SC Amersfoort                             | 1 – 6 (0 – 1) | Wageningen                                                                                                  |
| 30 mei 1974 Plaats: Amersfoort Birkhoven Toeschouwers: 8.000 Scheidsrechter: Theo Boosten                | Jef de Neeling 83'                        |               | 40' Aart Ooms 55' Bob Ponsen 80' (pen.), 85' Gerdo Hazelhekke 81' Eugène van Vijfeijken 87' Dick Schoenaker |
| Nacompetitie                                                                                             | Wageningen                                | 2 – 1 (0 – 1) | SC Amersfoort                                                                                               |
| 3 juni 1974 Plaats: Wageningen De Wageningse Berg Toeschouwers: 10.000 Scheidsrechter: Frans Derks       | Arno Wellerdieck 66' Gerdo Hazelhekke 89' |               | 33' Dick Teunissen                                                                                          |
| Nacompetitie                                                                                             | Fortuna SC                                | 0 – 0         | Wageningen                                                                                                  |
| 6 juni 1974 Plaats: Sittard De Baandert Toeschouwers: 11.000 Scheidsrechter: Jan Keizer                  |                                           |               | |
| Nacompetitie                                                                                             | Wageningen                                | 1 – 1 (1 – 1) | Vitesse |
| 9 juni 1974 Plaats: Wageningen De Wageningse Berg Toeschouwers: 12.500 Scheidsrechter: Leo van der Kroft | Dick Schoenaker 23'                       |               | 36' Henk Bosveld                                                                                            |

### KNVB beker
| 1e ronde                                                  | Labor                | 0 – 3 (0 – 1)                         | Wageningen                                                   |
| 26 augustus 1973 Plaats: Deventer Sportpark Keizerslanden |                      |                                       | 25' Arno Wellerdieck 70' Ger Meurs 77' Eugène van Vijfeijken |
| 2e ronde                                                  | Wageningen           | 1 – 1 (1 – 0, 1 – 1) Na strafschoppen | Helmond Sport                                                |
| 11 november 1973 Plaats: Wageningen De Wageningse Berg    | Arno Wellerdieck 34' |                                       | 67' Lambert Kreekels                                         |

## Statistieken Wageningen 1973/1974

### Eindstand Wageningen in de Nederlandse Eerste divisie 1973 / 1974
| Stand | Gespeeld | Gewonnen | Gelijk | Verloren | Punten | Doelpunten voor | Doelpunten tegen |
| ----- | -------- | -------- | ------ | -------- | ------ | --------------- | ---------------- |
| 4e    | 38       | 18       | 10     | 10       | 46     | 48              | 36               |

### Topscorers
| #      | Naam                  | Goal |
| ------ | --------------------- | ---- |
| 1.     | Gerdo Hazelhekke      | 17   |
| 2.     | Henny Roelofs         | 6    |
| 3.     | Eugène van Vijfeijken | 5    |
| 4.     | Jan Menting           | 4    |
| 4.     | Bob Ponsen            | 4    |
| 6.     | Aart Ooms             | 3    |
| 6.     | Jan van Osenbruggen   | 3    |
| 8.     | Arno Wellerdieck      | 2    |
| 9.     | Nico van Ginkel       | 1    |
| 9.     | Ger Meurs             | 1    |
| 9.     | Dick Schoenaker       | 1    |
| 9.     | Ben Tomas             | 1    |
| Totaal | Totaal                | 48   |

| #      | Naam                  | Goal |
| ------ | --------------------- | ---- |
| 1.     | Gerdo Hazelhekke      | 4    |
| 2.     | Dick Schoenaker       | 2    |
| 2.     | Eugène van Vijfeijken | 2    |
| 4.     | Aart Ooms             | 1    |
| 4.     | Jan van Osenbruggen   | 1    |
| 4.     | Bob Ponsen            | 1    |
| 4.     | Arno Wellerdieck      | 1    |
| Totaal | Totaal                | 12   |

| #      | Naam                  | Goal |
| ------ | --------------------- | ---- |
| 1.     | Arno Wellerdieck      | 2    |
| 2.     | Ger Meurs             | 1    |
| 2.     | Eugène van Vijfeijken | 1    |
| Totaal | Totaal                | 4    |

## Voetnoten
SC Amersfoort ·
FC Den Bosch '67 ·
SC Cambuur ·
FC Dordrecht ·
Eindhoven ·
Excelsior ·
Fortuna SC ·
Fortuna ·
Heerenveen ·
Helmond Sport ·
Heracles ·
PEC Zwolle ·
SVV ·
Veendam ·
Vitesse ·
Volendam ·
De Volewijckers ·
FC VVV ·
Wageningen ·
Willem II